# Lithocarpus jordanae
Lithocarpus jordanae là một loài thực vật có hoa trong họ Cử. Loài này được (Villanueva) Rehder mô tả khoa học đầu tiên năm 1919.